# Reggiane Re.2005
Il Reggiane Re.2005, noto anche come «Sagittario», era un aereo da caccia monomotore, monoplano e monoposto prodotto dall'italiana Officine Meccaniche Reggiane (controllata dalla Caproni) nella prima metà degli anni quaranta.
Sviluppo dei precedenti Re.2000 e Re.2001, ne rappresentò l'ultima evoluzione prodotta in serie, dotata del motore tedesco Daimler-Benz DB 605. Costruito in poco più di trenta esemplari, durante la seconda guerra mondiale venne impiegato dalla Regia Aeronautica nell'estate del 1943 e, successivamente all'armistizio di Cassibile, dall'Aeronautica Nazionale Repubblicana e dalla tedesca Luftwaffe, che ne utilizzarono alcuni esemplari superstiti, oltre a quattro di nuova produzione.

## Storia del progetto
Il progetto del nuovo caccia della Reggiane nacque nel corso del 1940 su iniziativa diretta del conte Giovanni Battista Caproni, titolare dell'azienda che deteneva la maggioranza azionaria delle Officine Meccaniche Reggiane. La galleria del vento della casa madre fu il teatro delle prove relative alla nuova ala, mentre presso la sede di Reggio Emilia venne realizzato un mockup in legno, con il quale venne sperimentata la realizzazione complessiva del nuovo velivolo.
Nel frattempo, a causa dei ritardi che caratterizzarono la realizzazione del motore Fiat A.38, che con i suoi previsti 1 200 CV di potenza avrebbe dovuto equipaggiare il caccia Fiat G.55, le autorità militari italiane cercarono una soluzione alternativa che potesse rapidamente consentire la costruzione di nuovi velivoli da caccia, individuandola nel motore V12 Daimler-Benz DB 605, la cui produzione su licenza era programmata, da parte della Fiat, a partire dalla primavera del 1942. In proposito, al motore DB 605 i vertici della Regia Aeronautica, oltre a suggerire che la numerazione di ciascun progetto dovesse essere caratterizzata dalla cifra finale «5», valutarono la possibilità di passare rapidamente alla produzione di nuovi modelli mediante la sua installazione sul Macchi M.C.202 e sul Reggiane Re.2001. Il nuovo progetto della Reggiane comunque, pur ricalcando nelle forme esterne i suoi immediati predecessori, costituiva una macchina considerevolmente diversa; nonostante ciò lo staff tecnico dell'azienda, guidato dagli ingegneri Roberto Longhi e Giuseppe Maraschini, completò l'opera entro la fine del 1941.
La realizzazione del prototipo fu invece conclusa nella primavera del 1942: l'accumulo di tale ritardo sarebbe dovuto allo smarrimento del motore nel suo viaggio dalla Germania; il reale svolgimento di questo evento tuttavia non trova concordi le fonti bibliografiche: circostanziato in alcuni casi nei dettagli, viene anche indicato come «leggenda postbellica».

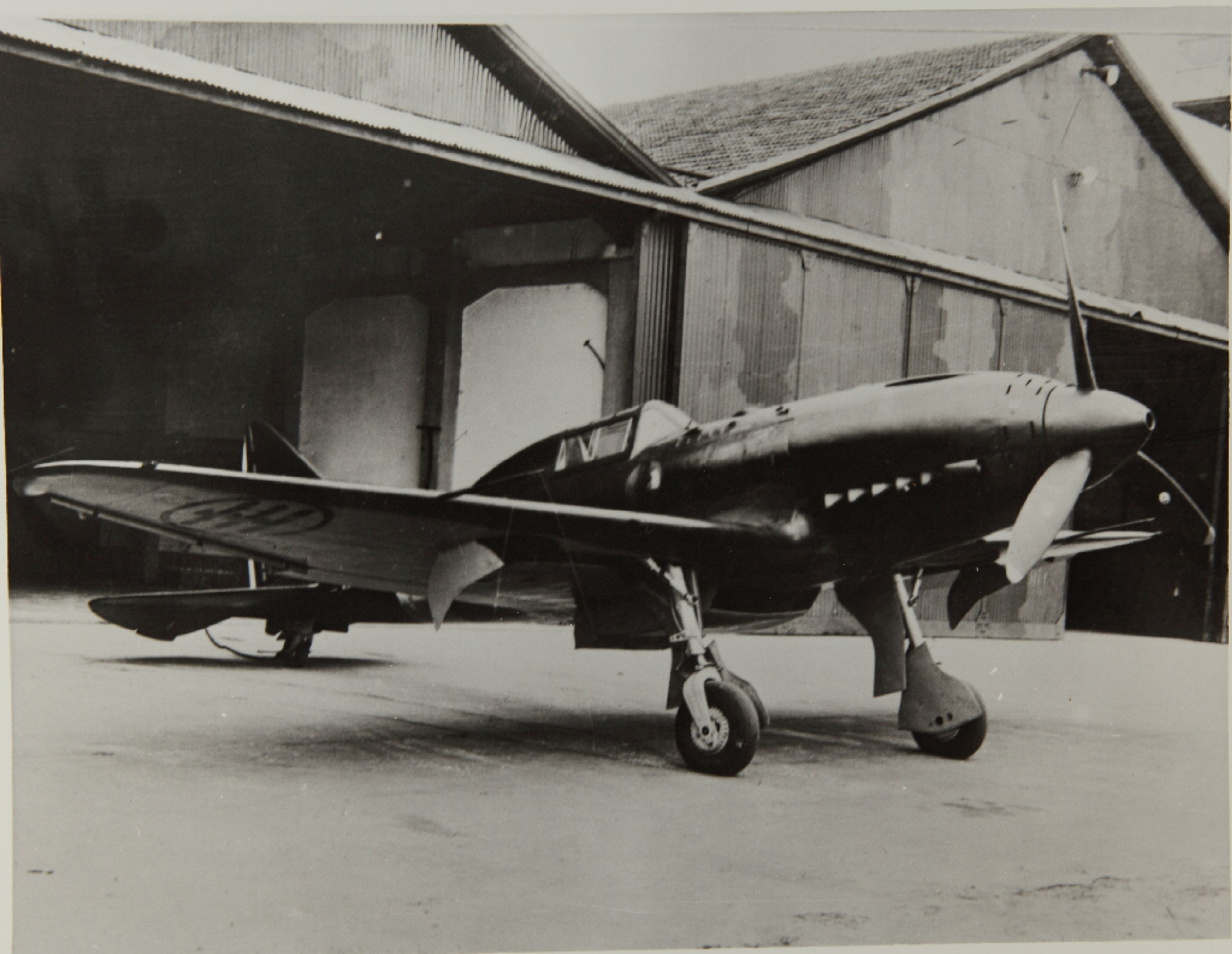
Il prototipo del Re.2005, già con la livrea della Regia Aeronautica, fotografato all'esterno degli hangar del Centro Sperimentale di Guidonia

In ogni caso il Re.2005 fu l'ultimo ad alzarsi in volo tra gli aerei partecipanti al concorso per il nuovo caccia: preceduto di alcuni giorni dal Macchi M.C.205 e dal Fiat G.55, il Sagittario solcò i cieli di Reggio Emilia all'inizio di maggio del 1942, ricevendo la matricola «MM 494». Anche in questo caso, però, gli eventi assumono contorni non precisamente definiti: la data del primo volo viene generalmente indicata nel 9 di maggio ma alcuni indicano che si tratterebbe di una data a uso «ufficiale», riportando che il primo volo effettivo avesse avuto luogo in realtà il giorno 7, ma che l'avvenimento sia stato occultato alle cronache in seguito a un guasto al carrello d'atterraggio occorso in fase di conclusione della prova. Questa versione viene però smentita da altri, che (bollandola come «versione romanzata» e citando anche la narrazione del pilota collaudatore Tullio De Prato) pospongono al giorno 10 il volo terminato con l'incidente al carrello.
Dopo le riparazioni dei lievi danni subiti, il Re.2005 completò una serie di voli di collaudo ancora nei cieli di Reggio Emilia e il 20 luglio fu trasferito (sempre con De Prato ai comandi) presso la base di Guidonia; l'assemblaggio del velivolo, affrettato nel tentativo di colmare il ritardo accumulato in precedenza, risultò approssimativo, costringendo così i tecnici a riportare la macchina alla casa madre per alcune sistemazioni finali all'abitacolo e al carrello. Quest'ultimo evidenziò l'inadeguatezza delle carenature di «chiusura» del ventre alare a carrello retratto: alle alte velocità raggiunte in fase di picchiata, queste saltavano con estrema facilità.
A queste prove fece seguito quindi il ritorno nelle officine di Reggio Emilia, dove, oltre al rinforzo del carrello, furono introdotte modifiche all'abitacolo; un successivo volo di prova, svolto il 23 settembre del 1942, si concluse bruscamente per un'avaria al motore. Riportato nei giorni successivi a Guidonia, il Sagittario vide proseguire il ciclo di prove e collaudi, dal quale emersero valutazioni positive relativamente alla stabilità e al comportamento in vite, ma nel corso del quale si segnalarono, ancora una volta durante le picchiate, scuotimenti e vibrazioni alla cellula che resero evidente la necessità di irrobustimenti strutturali; allo stesso tempo si presentarono nuovamente i problemi alle carenature del carrello che, unitamente agli scuotimenti del velivolo già segnalati, riemersero di nuovo nei primi giorni di ottobre.
Tra la fine di ottobre e l'inizio di novembre, dopo alcune prove svolte a Reggio Emilia, fece la propria comparsa a Guidonia il secondo prototipo del Re.2005, svolgendo prove comparative con il Fiat G.55; questo secondo esemplare ebbe la matricola «MM 495».
Alla fine del mese di dicembre del 1942 il Sagittario fu trasferito presso l'aeroporto di Furbara per lo svolgimento delle prove di tiro, alle quali fecero seguito le decisioni delle autorità per la produzione in serie dei nuovi caccia: in definitiva il Re.2005 venne considerato inferiore al Macchi M.C.205V «Veltro», ma sostanzialmente alla pari con il Fiat G.55, anche se dotato di migliori prestazioni e manovrabilità ad alta quota.
Il 1942 si chiuse tra le incertezze delle autorità militari: la commissione guidata dal generale Renato Sandalli, che doveva valutare i modelli in competizione per il nuovo tipo di caccia, concluse che «per ragioni di praticità logistiche e di produzione» doveva essere limitato a due il numero dei modelli da adottare e che «risulterebbe che il velivolo da eliminarsi dovrebbe essere il Re.2005». Tuttavia la stessa commissione (secondo alcuni «per soddisfare le Reggiane»), considerando che l'analisi si basava in parte su dati solo presunti e altri frutto di prove non complete e che le differenze tra i tre modelli in competizione non apparivano significative, suggerì che il Re.2005 avrebbe potuto sostituire nel ruolo di cacciabombardiere il Re.2002 o che, per limitare l'utilizzo del motore DB 605, impiegasse il Daimler-Benz DB 601 o che, ancora, la sua ala fosse installata sul Re.2002, dando così origine alla versione «bis» di quel velivolo. Va detto peraltro che nel febbraio 1943 una commissione tedesca, inviata in Italia per valutare quale dei tre caccia Serie 5 produrre su licenza in Germania, cosa che poi non avvenne, «salvò» il Sagittario e scartò il Veltro, più difficile da produrre in serie.
In ogni caso la classifica stilata non comportò l'accantonamento di nessuno dei tre aerei e alle Reggiane venne commissionata la realizzazione di sedici esemplari di «serie zero», in considerazione del fatto che i problemi emersi durante le prove valutative richiedevano ulteriori approfondimenti prima di dar corso alla produzione in serie. A questo primo lotto risulterebbero assegnati i numeri di matricola da «MM 92343» a «MM 92358»; emerge tuttavia che i velivoli di questa prima serie sarebbero diciassette, di cui l'ultimo con matricola «MM 92359».
A questo primo ordine ne fece seguito un altro per diciotto esemplari (ancora di «serie zero»), cui furono riservate le matricole da «MM 96100» a «MM 96117». In questo caso le fonti reperite indicano concordemente che l'ultimo esemplare effettivamente realizzato portasse la matricola «MM 96112». Quelli sopra indicati furono infatti gli unici Re.2005 a lasciare le O.M.I. Reggiane, determinando così la costruzione di soli trentadue apparecchi (compresi i due prototipi immatricolati «MM 494» e «MM 495»). Anche in questo caso i dati reperiti non sempre sono univoci ed è possibile trovare indicazioni relative alla realizzazione di ventinove oppure trentasei o trentasette aerei.
Nel frattempo, l'8 gennaio del 1943, la Regia Aeronautica decise di modificare l'abitudine di identificare aerei e motori solo con le sigle alfanumeriche, assegnando così in modo ufficiale il nome «Sagittario» al Re.2005. Nei giorni immediatamente successivi, in attesa che venisse definito nel dettaglio il programma di produzione per il nuovo caccia, i vertici della Regia Aeronautica ordinarono un primo lotto di cento esemplari «a titolo d'anticipazione» della fornitura di seicento aerei complessivi, che sarebbero divenuti 750 nel successivo mese di aprile. Quest'ultimo ordinativo di 150 esemplari risulterebbe tuttavia comparire solo sui registri delle Reggiane, senza trovare riscontro presso le autorità militari. Viene inoltre indicato che la «Regia» avesse programmato la costruzione di altri mille apparecchi presso le officine della consociata Caproni Aeronautica Bergamasca, dell'Aerfer e della Breda. Circa il ruolo cui destinare il Sagittario, nel marzo del 1943 venne la decisione ufficiale di impiegarlo come cacciabombardiere.

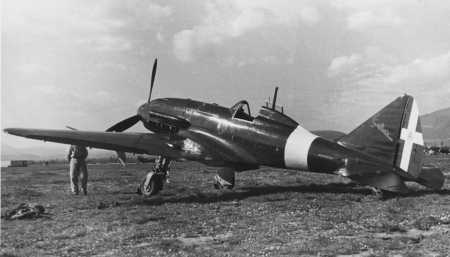
Un Reggiane Re.2005 all'uscita della fabbrica prima della consegna alla 362ª Squadriglia nella colorazione continentale

La produzione fu realizzata presso il Reparto Sperimentale delle Reggiane e le consegne iniziarono il 6 marzo del 1943, quando si alzò in volo il primo dei trenta velivoli «serie zero»; gli ultimi a essere consegnati furono due esemplari collaudati il 4 gennaio dell'anno successivo. In seguito alla divulgazione dell'armistizio di Cassibile, la produzione del Re.2005 fu quasi completamente sospesa: la Luftwaffe non li valutò di particolare interesse e solo in un secondo tempo avrebbe richiesto il completamento di una dozzina di velivoli. In tutto, gli esemplari completati dopo l'armistizio furono quattro.
Ancora sul finire del 1942 viene indicato l'interessamento al Re.2005 da parte della Svenska flygvapnet, l'aeronautica militare svedese. I rapporti svedesi con la Reggiane risalivano alla fine del 1940, quando venne stipulato il contratto di acquisto per sessanta esemplari di Re.2000. In ragione dei ritardi accumulati dal progetto del Saab 21 gli svedesi chiesero, oppure si videro offrire, la cessione della licenza di produzione unitamente (o in alternativa) alla vendita di cinquanta cellule prive del motore, poiché la Svezia aveva già acquisito autonomamente la licenza di produzione del motore DB 605. Alla fine di gennaio del 1943 la Direzione Generale delle Costruzioni e degli Approvvigionamenti del Ministero dell'Aeronautica autorizzò l'invio di un velivolo per lo svolgimento delle prime prove, ma il mese successivo Superaereo si oppose all'operazione. La situazione di stallo venne superata con il diretto intervento di Mussolini (che all'epoca ricopriva anche il ruolo di Ministro dell'Aeronautica), il quale concesse il proprio «benestare». L'autorizzazione, concessa in data 9 giugno 1943, non ebbe in ogni caso seguito concreto a causa degli eventi dei mesi successivi.

## Tecnica

### Cellula
Il Re.2005 era un monomotore con ala bassa, dalla struttura completamente metallica: la fusoliera era costituita da un guscio di duralluminio e il rivestimento era di tipo lavorante. La cabina di pilotaggio, situata a circa metà della carlinga, aveva cappottina vetrata con apertura a ribaltamento laterale e posteriormente presentava un pilone di protezione.

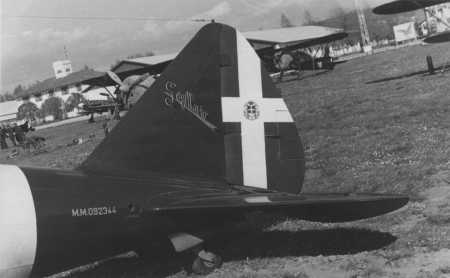
Sezione di coda del Reggiane Re.2005. Si nota la deriva e la matricola militare (MM 092344). Dietro il velivolo si intravedono un Macchi M.C.202 e alcuni Fiat C.R.42.

L'ala aveva il bordo d'entrata in corrispondenza dell'estremità posteriore del motore; era del tipo «a cassone», anche in questo caso con rivestimento lavorante, e nel disegno riproponeva la pianta ellittica analoga a quella del Re.2001; nei prototipi era realizzata in un unico pezzo, con l'eccezione delle estremità. Tutti i serbatoi per il carburante erano ricavati all'interno dello spessore dell'ala, per quanto rimanesse la possibilità di impiegare serbatoi ausiliari. Gli alettoni e gli ipersostentatori erano in duralluminio, con i primi rivestiti in tela. L'impennaggio era di tipo classico, con lo stabilizzatore posizionato alla base della deriva; anche in questo caso il duralluminio della struttura era rivestito in tela nelle superfici mobili.
Il carrello d'atterraggio era di tipo triciclo posteriore, completamente retrattile. Rispetto alle precedenti realizzazioni delle Officine Reggiane veniva abbandonato il sistema di ritrazione meccanico con movimento verso il posteriore e rotazione a 90° della ruota: in questo caso il movimento della gamba era comandato per mezzo di un impianto idraulico e avveniva in senso trasversale con moto verso l'esterno dell'ala e la ruota si posizionava di piatto all'interno dello spessore alare. Anche il ruotino d'appoggio posteriore, completamente orientabile, era a scomparsa.

### Motore

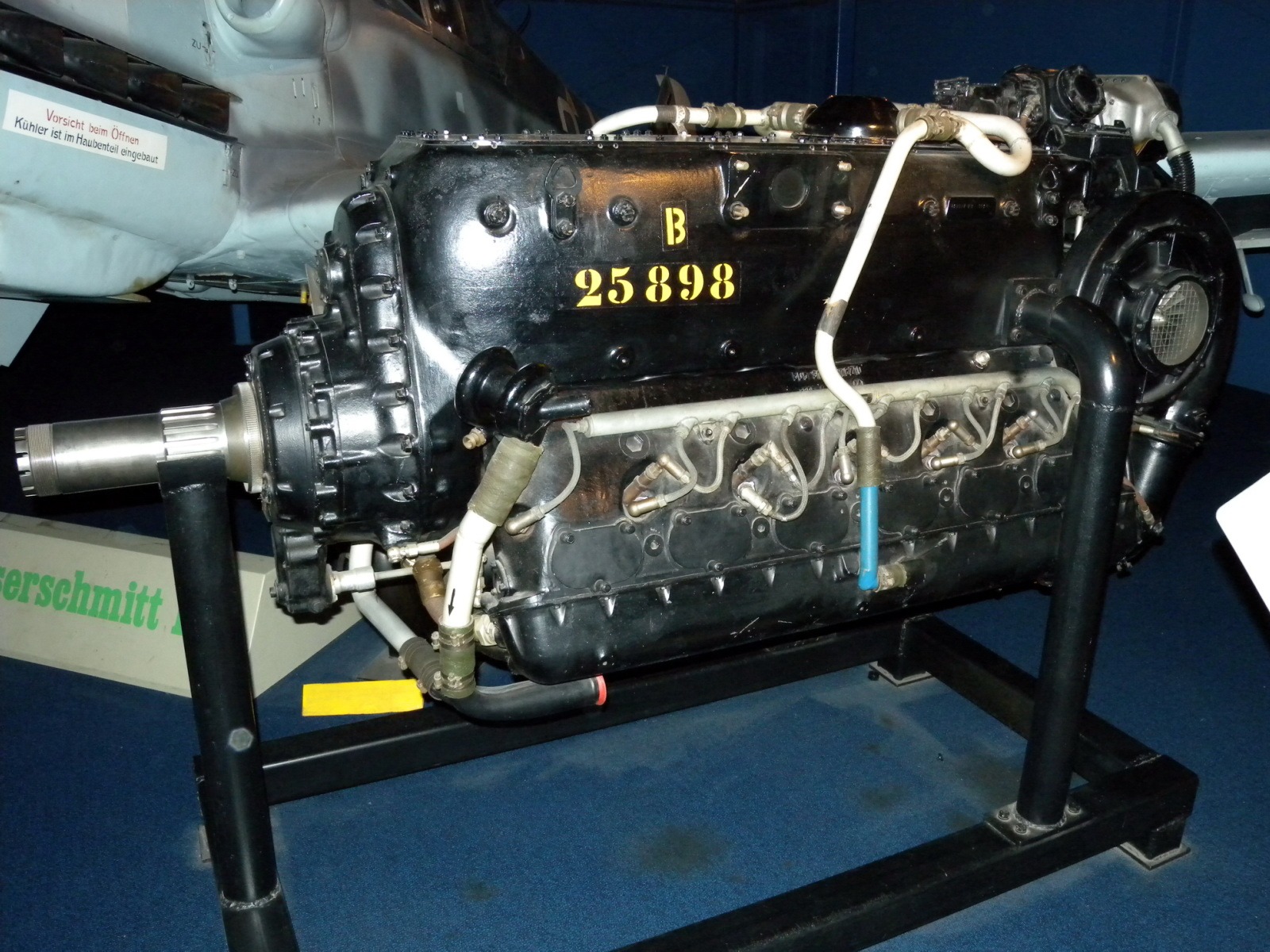
Un esemplare del Daimler-Benz DB 605 dal quale venne derivato il Tifone prodotto su licenza

Il Sagittario fu disegnato appositamente per l'impiego del motore a «V rovesciata» di produzione tedesca Daimler-Benz DB 605. Negli esemplari realizzati (così come nella prevista produzione in serie) le unità motrici appartenevano alla versione costruita su licenza dalla Fiat, denominata Fiat RA.1050 RC.58I Tifone. Si trattava di un motore a dodici cilindri raffreddati a liquido di 35 760 cm³ di cilindrata, che erogava nominalmente la potenza di 1 475 CV; tale valore tuttavia, a causa dell'impiego di metalli meno pregiati rispetto a quelli dell'originale, generalmente non poteva essere raggiunto nell'impiego pratico. A tal proposito si trovano alcune indicazioni circa lo svolgimento di prove effettuate installando sul secondo prototipo un motore DB 605 originale (dotato di elica di produzione tedesca) nel giugno del 1943, con risultati sorprendentemente migliori di quelli del primo prototipo. Altri collocano tali prove in epoca successiva all'armistizio e per opera della Luftwaffe, interessata a valutare il velivolo.
I radiatori del liquido di raffreddamento e dell'olio lubrificante erano disposti al di sotto dell'ala nella zona centrale del velivolo, formando un blocco unico verso i quali una presa dinamica dal profilo rettangolare convogliava il flusso dell'aria destinato al raffreddamento. L'elica era una Piaggio P.6001: tripala, metallica, a passo variabile in volo.

### Armamento

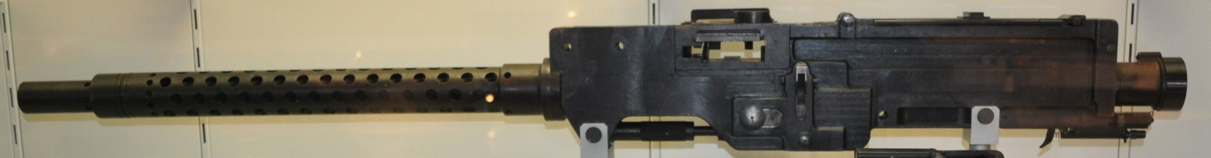
Un esemplare di mitragliatrice Breda-SAFAT da 12,7 mm

Il prototipo del Re.2005, nella configurazione che affrontò le prove di tiro presso la base di Furbara, era equipaggiato con quattro mitragliatrici Breda-SAFAT calibro 12,7 mm e con un cannone Mauser MG 151 calibro 20 mm. Le mitragliatrici erano disposte una per ciascuna semiala (all'interno dello spessore alare) e due nella parte superiore del muso del velivolo, in virtù dello spazio disponibile data la disposizione a «V invertita» dei cilindri del motore; il cannone sparava attraverso il mozzo dell'elica. Nel secondo esemplare le mitragliatrici alari furono sostituite da cannoni Mauser da 20 mm. Questa seconda definitiva configurazione fu impiegata in tutti i trenta esemplari costruiti. Circa la dotazione di munizioni i dati relativi alle mitragliatrici (indicato in 350 colpi per ciascuna arma) e alle armi alari (indicato in 200 proiettili per ciascun cannone) risultano unanimemente indicati, mentre quello relativo al cannone nel muso risulta, ancora una volta, contrastato (in alcuni casi indicato in 150 proiettili, in altri in 200).
Per l'armamento di caduta il Sagittario era dotato di tre travetti subalari: uno disassato sul lato destro della presa d'aria, capace di trasportare una bomba da 1 000 kg e due alle estremità per bombe fino a 160 kg ciascuna; ai ganci esterni, in alternativa alle bombe, potevano essere agganciati serbatoi supplementari .

## Impiego operativo
Il primo pilota a utilizzare il Re.2005 per compiti operativi fu il maggiore Vittorio Minguzzi, comandante del 22º Gruppo autonomo caccia terrestre, che già aveva avuto occasione di utilizzare il Sagittario per la prima volta il 7 marzo 1943 guidandolo anche durante le prove di tiro a Furbara, nei successivi giorni 14 e 15; il primo Re.2005 assegnato alla 362ª Squadriglia, basata sull'aeroporto di Napoli-Capodichino per la difesa della città partenopea, fu lo stesso prototipo (matricola «MM 494»), già impiegato per le prove e successivamente portato in volo anche dagli altri piloti della squadriglia che, alternandosi fino al 23 marzo ai comandi del velivolo, ne ricavarono un'impressione assai favorevole: le manovre in volo, in particolare ad alta quota, risultarono estremamente agevoli e fu praticamente impossibile indurre l'aereo all'autorotazione.

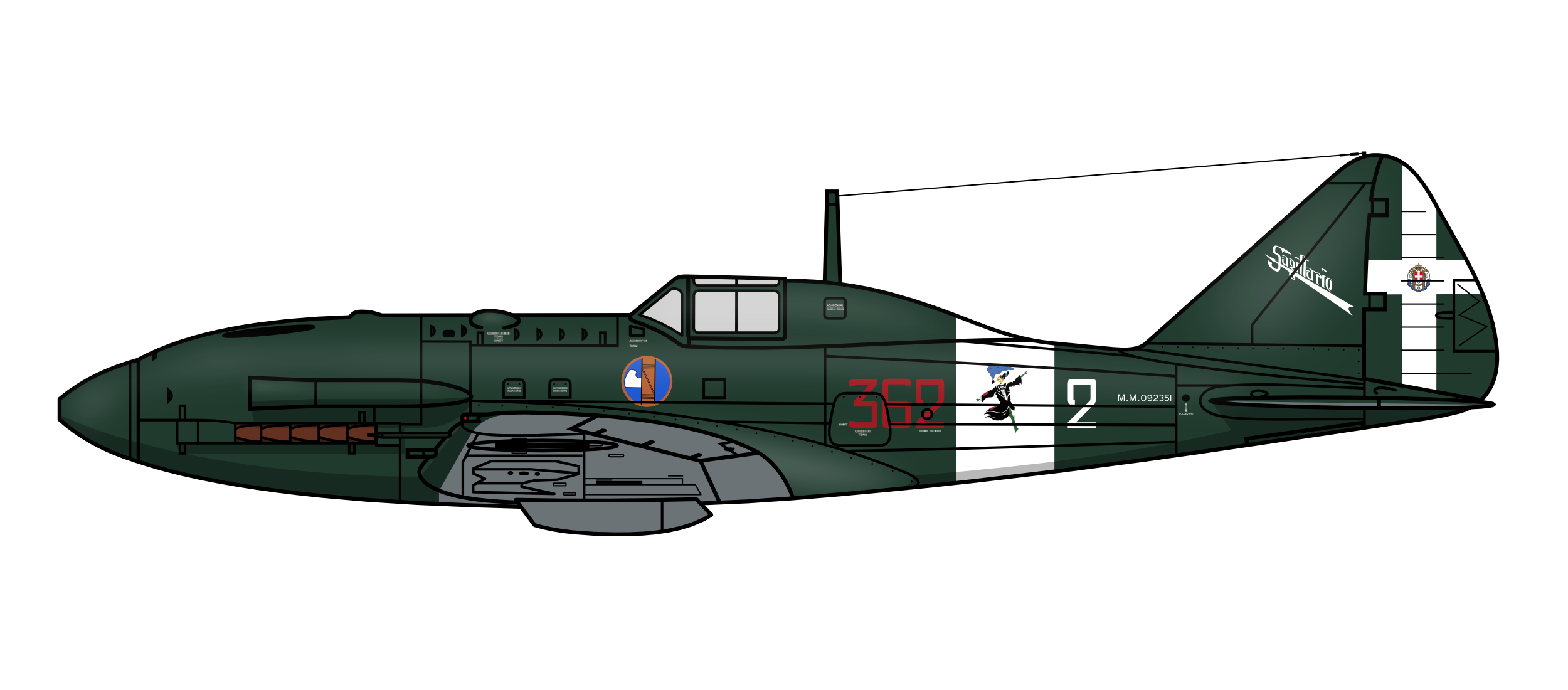
Il profilo di un Re.2005 con le insegne della 362ª Squadriglia del 22º Gruppo autonomo caccia terrestre. È una raffigurazione dell'unico esemplare superstite oggi conservato.

Vittorio Minguzzi compì la prima missione operativa con il Sagittario il 24 marzo, quando Napoli venne attaccata da bombardieri alleati, ma il maltempo impedì la missione di bombardamento e la missione di intercettamento italiana. Il 2 aprile, al primo scontro con il nemico ai comandi del Re.2005 sopra l'isola d'Ischia, Minguzzi rivendicò l'abbattimento di un B-24 Liberator, che tuttavia alcuni indicano come «ancora da riscontrare con le corrispondenti perdite dichiarate dall'USAAF».
Nei giorni successivi la 362ª Squadriglia iniziò a ricevere altri velivoli di nuova produzione: il 22º Gruppo fu l'unico reparto della Regia Aeronautica equipaggiato con i Re.2005 ma nel complesso il numero di velivoli efficienti raramente superò la decina di unità. Prima della fine di aprile i Sagittario del 22º Gruppo (la cui linea di volo era composta anche da Macchi M.C.200 e M.C.202 e da Dewoitine D.520) ottennero altre due vittorie ai danni dei B-24.
Nei mesi di maggio e giugno del 1943 i Re.2005 del 22º Gruppo vennero schierati, oltre che a Capodichino, anche a Littoria, Metato (nei pressi di Pisa) e Capua. Alla fine di giugno, quattro dei Sagittario in forza al reparto rimasero danneggiati durante un bombardamento dell'aeroporto di Napoli.
Il 2 luglio (oppure il 10) la 362ª Squadriglia fu inviata in Sicilia per fronteggiare l'imminente sbarco alleato: ri-schierata sull'aeroporto di Sigonella, impiegava una decina di Re.2005, tutti quelli in condizioni operative; dopo quattro giorni di combattimenti e un violento bombardamento dell'aeroporto di Sigonella, ne rimanevano solo due che ripararono a Napoli oppure a Reggio Calabria.

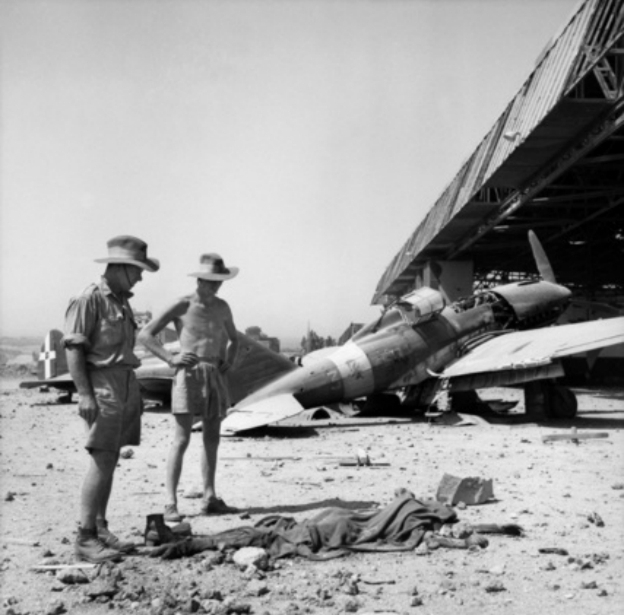
Foto scattata dopo l'occupazione dell'aeroporto di Sigonella: in secondo piano visibili due Re.2005

Dalla fine di luglio e per circa un mese i Reggiane Re.2005 vennero basati a Capua per contrastare i bombardieri alleati. In questo contesto si ripresentarono gli scuotimenti nella parte posteriore della fusoliera con cedimenti strutturali nel corso delle picchiate durante le quali, eseguite in combattimento, i velivoli superavano i 660 km/h. I danni alla struttura erano provocati dall'insufficiente compensazione dinamica degli impennaggi ai quali era possibile ovviare con lievi variazioni dell'assetto di picchiata e del regime del motore, tanto che il Sagittario «MM 096105» fu portato senza danni a 988 km/h. In ogni caso il 26 agosto fu disposta la sospensione dei voli con il Re.2005 e nei giorni successivi almeno tre velivoli furono riportati in fabbrica a Reggio Emilia con danni strutturali, in attesa di prove che avrebbero dovuto fornire indicazioni circa gli irrobustimenti da apportare ai velivoli, che, con il precipitare degli eventi bellici, non furono mai portate a termine.
Il giorno 8 settembre il Comando Superiore della Regia Aeronautica diede ordine al 22º Gruppo di scortare la flotta che sarebbe salpata dal porto della Spezia ma, per evitare che potessero cadere in mano nemica, il personale del reparto scelse di dare fuoco ai velivoli, compresi i Re.2005. Un esemplare tuttavia potrebbe essere stato recuperato e presentato al pubblico del «National Aircraft Show» di Cleveland nel novembre del 1946.

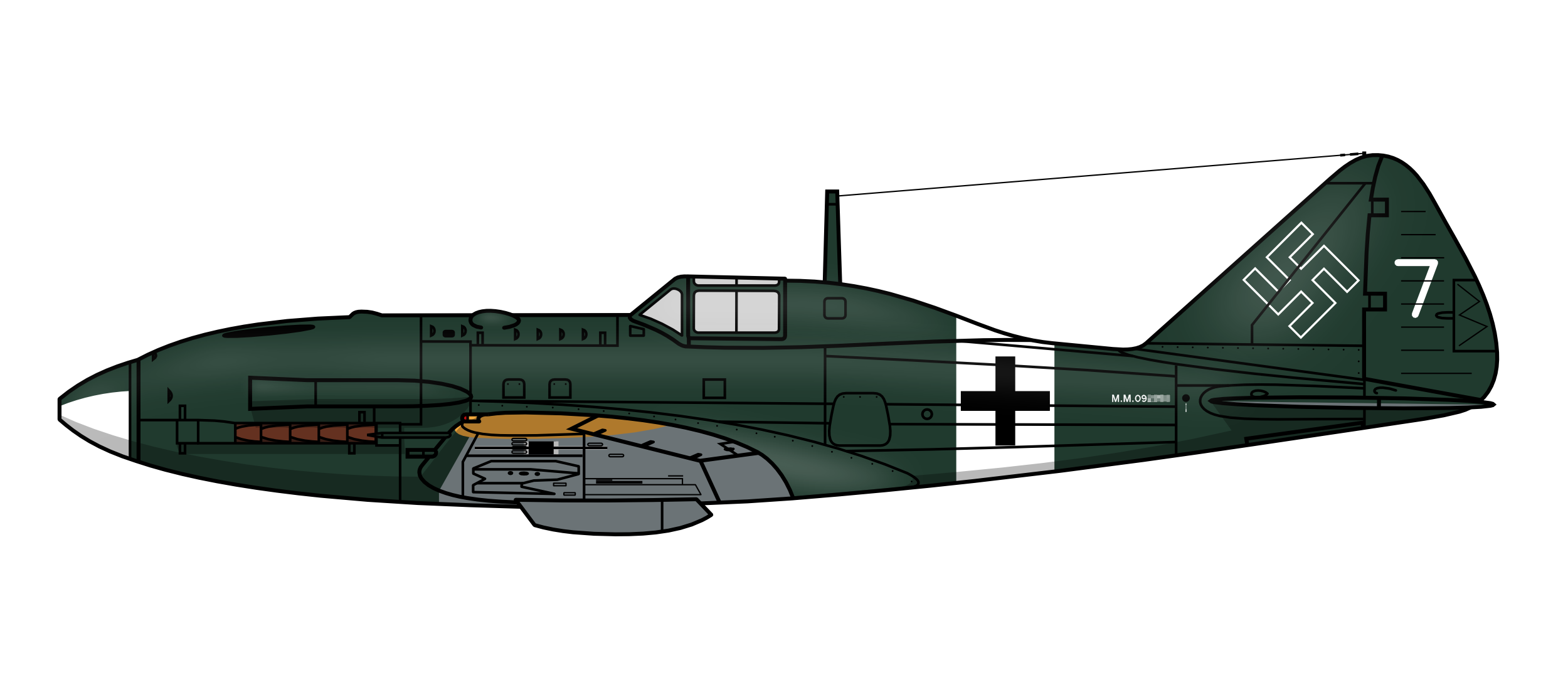
Profilo di un Re.2005 utilizzato dalla Luftwaffe in Italia

In epoca successiva all'armistizio non risultano esemplari di Re.2005 della Regia Aeronautica, anche se sarebbe stato possibile tentare il recupero di tre velivoli rinvenuti in Sicilia, mentre tredici esemplari furono certamente impiegati dalla Luftwaffe e altri (probabilmente ceduti da parte dell'aviazione tedesca) dall'Aeronautica Nazionale Repubblicana.

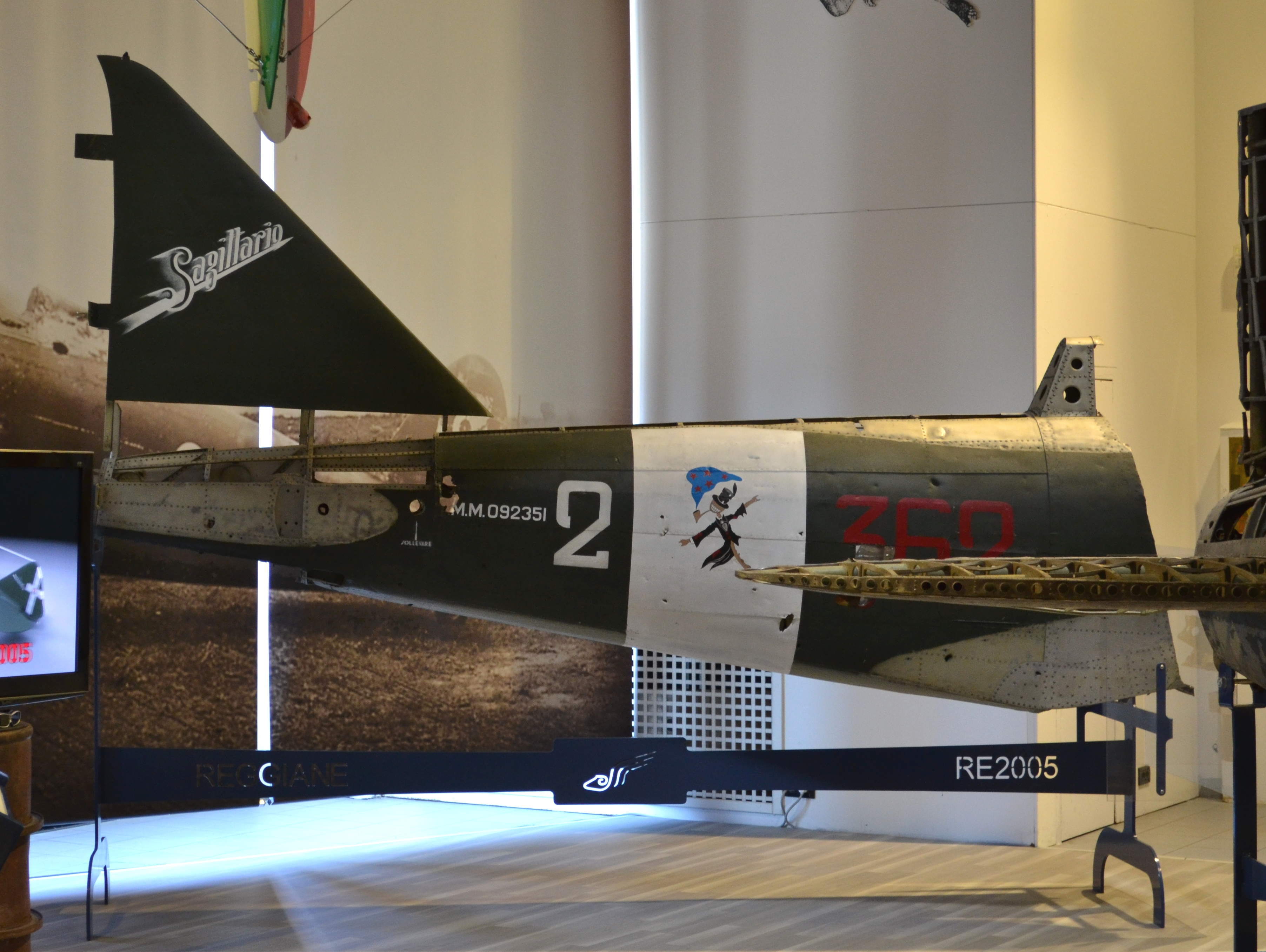
Quanto resta del tronco di coda del Re.2005 «MM 092351» esposto al Museo Caproni di Trento

La carenza di materiale documentale genera versioni contrastanti circa la sorte dei Sagittario presi in carico dalla Luftwaffe: risulta così che l'utilizzo dei Re.2005 possa essere avvenuto nei cieli sopra Berlino oppure in difesa dei campi petroliferi di Ploiești, causando anche la reazione degli Alleati che avrebbero per questo deciso il bombardamento delle O.M.I. Reggiane; tali versioni vengono però smentite, almeno in parte, oppure considerate totalmente inaffidabili (se non ridicole) finendo per indicare, al contrario, che probabilmente i Sagittario non lasciarono mai il territorio italiano per essere impiegati dal Luftdienst Kommando Italien della Luftwaffe.
Dal canto suo l'ANR, per standardizzare le linee di volo dei reparti operativi, destinò gli esemplari ricevuti a compiti di addestramento e collegamento inquadrandoli nel «Reparto Aereo Collegamento» del Sottosegretariato Aeronautica.
Un Re.2005 risulta impiegato presso il RESBA (indicato come «Reparto Esperienze Siluri Bombe Aerei» oppure «Reparto Esperienze Siluri Bombe Antinave») per prove di lancio di un simulacro in legno di un siluro.
Alla fine dei Reggiane Re.2005 resta solo un troncone posteriore di coda, restaurato, del Sagittario «MM 092351», anche se altre fonti ritengono che l'esemplare avesse avuto la «MM 092345», con le insegne della 362ª Squadriglia della Regia Aeronautica, attualmente esposto presso il Museo dell'aeronautica Gianni Caproni di Trento mentre anche l'esposizione di Cleveland del 1946, durante la quale il Re.2005 sarebbe stato considerato il «più bel caccia dell'Asse con motore a pistoni», è stata messa in dubbio e considerata «leggendaria» da Gregory Alegi.

## Progetti derivati
Il progetto originario del Re.2005 fu oggetto di diversi studi volti a proseguirne lo sviluppo; in alcuni casi questi progetti furono curati dallo staff tecnico delle Officine Reggiane ma in altri casi gli sviluppi programmati, che considerare «versioni» può apparire talvolta limitativo, furono opera di strutture esterne all'azienda costruttrice.
Reggiane Re.2004
Si tratta di un progetto realizzato, su sollecitazione della Regia Aeronautica, presso le Officine Meccaniche Reggiane; in sostanza alla cellula del Re.2005 si sarebbe dovuta accoppiare un'unità motrice differente dal DB 605: vennero individuate due possibili alternative rispettivamente nel 24 cilindri a X Isotta Fraschini Zeta e nel 18 cilindri a M Reggiane RE 103. L'intero progetto, rimasto fino ad allora al palo, fu annullato dalle autorità tedesche dopo l'8 settembre del 1943.
Reggiane Re.2005 bifusoliera
Di questo progetto esiste un disegno, risalente agli ultimi giorni del 1942; si tratta di un velivolo a doppio trave di coda da realizzare accoppiando due fusoliere di Re.2005, tramite l'inserimento di una sezione alare intermedia in modo simile a quanto avvenuto con il Savoia-Marchetti S.M.92, il Caproni Ca.380 e il Fiat G.58. Il progetto, curato dall'ingegner Giuseppe Maraschini, prevedeva l'impiego di due motori DB 605 e una sola cabina di pilotaggio situata nella fusoliera di sinistra; il suo impiego avrebbe potuto affiancare il ruolo di caccia «pesante» a quello di aerosilurante. In epoca più recente l'ingegner Longhi avrebbe tuttavia indicato che il disegno fosse il tentativo di sviare l'attenzione da un altro progetto curato dalle Reggiane, riguardante un aereo da trasporto.
Reggiane Re.2005 ligneo
Si trattava della proposta di realizzare il Sagittario impiegando materiali legnosi «ricostruiti» (in modo simile a quanto avvenuto per la realizzazione del SAI Ambrosini 403), il cui impiego era teorizzato dall'ingegnere bolognese Pier Luigi Nardi. Le Reggiane assunsero l'ingegner Nardi nei primi giorni del 1943, ponendolo a capo di un gruppo di lavoro composto da 39 persone ma già nel mese di aprile dello stesso anno il Ministero dell'Aeronautica dovette prendere atto di ritardi e difficoltà che impedirono la realizzazione di un progetto che l'ingegner Longhi avrebbe successivamente bollato come «ridicolo e quasi incredibile».
Reggiane Re.2005 navale
In questo caso più che di progetto, si trattò di una possibilità. Risulta infatti che l'ingegner Giovanni Pegna, responsabile per la parte aeronautica del progetto che avrebbe dovuto portare alla realizzazione della portaerei Aquila, avesse comunicato a Giuseppe Gabrielli (progettista della Fiat Aviazione) la decisione da parte della Regia Aeronautica di impiegare, in prospettiva, sia il Re.2005 sia il Fiat G.55 come velivoli imbarcati. Non risultano, tuttavia, informazioni che indichino attività progettuale in merito.
Reggiane Re.2005 R o SF
Con le sigle «R» oppure «SF» viene indicato un progetto curato, nel novembre del 1942, da due tecnici del Ministero dell'Aeronautica: Marcello Sarracino e Antonio Ferri (la sigla SF derivava perciò dalle iniziali dei due cognomi). Si trattava della proposta di impiegare un motore Fiat A.20, posizionato posteriormente al pilota, per azionare due compressori: il primo destinato a sovralimentare il motore DB 605 del Sagittario e il secondo a fornire la propulsione «a reazione» (da cui la sigla «R») secondo lo schema del motoreattore già impiegato dal Campini-Caproni C.C.2.
L'idea, concepita prevalentemente per ovviare alla carenza di propulsori di elevata potenza, avrebbe dovuto comportare un considerevole lavoro di riprogettazione del Re.2005 in funzione della variazione dei pesi e del relativo centro di massa. I calcoli a tavolino previdero la possibilità di realizzare un aereo in grado di volare a velocità comprese tra i 730 e i 750 km/h, prestazioni che l'ingegner Longhi riteneva raggiungibili, in modo più semplice e razionale, con il Re.2006 all'epoca in corso di progettazione e considerò la proposta come «folle idea concepita da gente fantasiosa ma poco pratica». Anche in questo caso il progetto, il cui sviluppo si arrestò con l'armistizio, non portò alcuna realizzazione pratica.
Reggiane Re.2006
Fu l'estremo sviluppo del progetto relativo al Re.2005; prevedeva l'impiego del motore Daimler-Benz DB 603 e di una nuova ala appositamente progettata. Il 9 maggio 1943 la Regia Aeronautica chiese la realizzazione di due prototipi di cui solo il primo fece in tempo a essere messo in costruzione. Completato con il benestare delle autorità tedesche dopo l'armistizio, non ebbe mai occasione di spiccare il primo volo e venne demolito nell'aprile del 1946.

## Utilizzatori
Germania
- Luftwaffe

 Italia
- Regia Aeronautica

 Repubblica Sociale Italiana
- Aeronautica Nazionale Repubblicana

### Annotazioni
1. ↑  In realtà l'AERFER nacque solamente nel dopoguerra, raccogliendo l'eredità delle Officine Ferroviarie Meridionali (OFM) e delle Industrie Meccaniche Aeronautiche Meridionali (IMAM).
2. ↑  Spesso identificata con l'acronimo «DGCA».
3. ↑  I primi caccia imbarcati sull'Aquila avrebbero dovuto essere il Fiat G.50 e il Reggiane Re.2001 le cui versioni navali erano caratterizzate dalla sigla «OR», acronimo di «Organizzazione Roma», che identificava nel complesso il progetto di trasformazione del transatlantico Roma nella portaerei Aquila.

### Fonti
1. 1 2 3 4  Govi, 1984, pp. 176-182.
2. 1 2 3 4 5  Govi, 1984, p. 175.
3. 1 2 3  Govi, 1984, p. 117.
4. 1 2 3  Alegi, 2001, p. 4.
5. ↑  Brindley, 1973, p. 236.
6. 1 2 3 4 5 6 7  Punka, 2001, p. 42.
7. ↑  Alegi, 2001, p. 5.
8. 1 2  Brotzu, Caso e Cosolo, 1972, p. 25.
9. 1 2 3 4 5  Brindley, 1973, p. 237.
10. ↑  Molteni, citando Govi, riporta che «il motore DB.605 in arrivo dalla Germania fin da dicembre 1941 finì “dirottato” per quattro mesi in un binario morto della stazione di Milano, ritrovato da un ingegnere della Daimler-Benz insieme ad alcuni militari della Wehrmacht che lo spedirono subito a Reggio Emilia». Molteni, 2012, p. 392.
11. 1 2 3 4 5 6  Alegi, 2001, p. 11.
12. ↑  Alegi, 2001, p. 8.
13. ↑  Govi, 1984, p. 136.
14. ↑  Molteni, 2012, p. 310.
15. 1 2 3 4  Govi, 1984, p. 115.
16. ↑  Govi, 1984, p. 137.
17. 1 2  Govi, 1984, p. 138.
18. ↑  Govi, 1984, p. 143.
19. ↑  Govi, 1984, p. 145.
20. ↑  Govi, 1984, p. 149.
21. 1 2 3 4  Alegi, 2001, p. 12.
22. 1 2 3  Govi, 1984, p. 152.
23. 1 2 3 4 5  Brotzu, Caso e Cosolo, 1972, p. 26.
24. ↑  Govi, 1984, p. 154.
25. ↑  Brotzu, Caso e Cosolo, 1972, p. 17.
26. ↑  Molteni, 2012, p. 312.
27. 1 2 3 4  Govi, 1984, p. 169.
28. 1 2 3 4 5 6 7  Alegi, 2001, p. 15.
29. ↑  Molteni, 2012, p. 313.
30. 1 2 3 4 5  Govi, 1984, p. 155.
31. 1 2 3 4 5 6 7  Alegi, 2001, p. 40.
32. ↑  Govi, 1984, p. 177.
33. 1 2  Alegi, 2001, p. 42.
34. 1 2 3 4  Govi, 1984, p. 156.
35. 1 2 3  Brindley, 1973, p. 238.
36. ↑  Angelucci e Matricardi, 1979, p. 237.
37. 1 2 3 4 5  Brotzu, Caso e Cosolo, 1972, p. 23.
38. ↑  Molteni, 2012, p. 311.
39. 1 2  Alegi, 2001, p. 16.
40. 1 2 3 4 5  Govi, 1984, p. 163.
41. 1 2 3 4 5  Alegi, 2001, p. 31.
42. 1 2 3 4  Brotzu, Caso e Cosolo, 1972, p. 24.
43. 1 2 3  Govi, 1984, p. 121.
44. ↑  Alegi, 2001, p. 13.
45. ↑  Govi, 1984, p. 157.
46. ↑  Govi, 1984, p. 140.
47. ↑  Govi, 1984, p. 158.
48. 1 2 3  Alegi, 2001, p. 52.
49. ↑  Alegi, 2001, p. 53.
50. ↑  Govi, 1984, p. 188.
51. ↑  Govi, 1984, p. 189.
52. 1 2  Govi, 1984, p. 192.
53. ↑  Håkan Gustavsson, Italian biplane fighter aces - Vittorio Minguzzi.
54. 1 2  Govi, 1984, p. 194.
55. ↑  Alegi, 2001, p. 17.
56. ↑  Molteni, 2012, p. 392.
57. 1 2 3  Govi, 1984, p. 199.
58. 1 2 3 4  Alegi, 2001, p. 20.
59. 1 2  Punka, 2001, p. 44.
60. 1 2 3 4 5 6  Brotzu, Caso e Cosolo, 1972, p. 28.
61. 1 2  Govi, 1984, p. 204.
62. 1 2 3  Alegi, 2001, p. 25.
63. 1 2 3  Govi, 1984, p. 208.
64. ↑  Brotzu, Caso e Cosolo, 1972, p. 29.
65. 1 2 3 4 5 6 7 8  Brotzu, Caso e Cosolo, 1972, p. 30.
66. ↑  Alegi, 2001, p. 26.
67. 1 2  Brindley, 1973, p. 239.
68. ↑  Molteni, 2012, p. 424.
69. 1 2 3 4 5  Alegi, 2001, p. 34.
70. 1 2 3 4 5 6  Govi, 1984, p. 211.
71. ↑  Govi, 1984, p. 212.
72. ↑  Alegi, 2001, p. 32.
73. 1 2  Arena, 1998, p. 110.
74. ↑  Alegi, 2001, p. 33.
75. ↑  Arena, 1998, p. 208.
76. ↑  Gueli,D'Amico e Rovere, 1978, p. 106.
77. ↑  C. Basile, Preserved Axis Aircraft.
78. 1 2 3 4  Govi, 1984, p. 173.
79. 1 2 3 4  Alegi, 2001, p. 39.
80. ↑  Govi, 1984, p. 172.
81. 1 2 3 4 5  Govi, 1984, p. 170.
82. 1 2 3 4  Alegi, 2001, p. 36.
83. ↑  Alegi, 2001, p. 38.
84. 1 2 3  Govi, 1984, p. 171.
85. ↑  Alegi, 2001, p. 44.
86. ↑  Alegi, 2001, p. 45.

### Pubblicazioni
- Gregory Alegi, Reggiane RE 2005, in Ali d'Italia, n. 16, Torino, La Bancarella Aeronautica, 2001.
- (EN) John F. Brindley, Caproni Reggiane Re 2001 Falco II, Re 2002 Ariete & Re 2005 Sagittario, in Aircraft Profile, n. 244, Windsor, Berkshire, UK, Profile publications Ltd., 1973,  pp. 217-240, ISBN 0-85383-022-3.
- Emilio Brotzu, Michele Caso e Gherardo Cosolo, Caccia - Assalto, in Dimensione cielo, n. 3, Roma, Edizioni Bizzarri, 1972,  pp. 24-30.
- (EN) George Punka, Reggiane Fighters, in In Action, n. 177, Carrollton, Texas, USA, Squadron Signal Publications, 2001,  pp. 42 - 48.